# Trois Voiles
Pour plus de détails, voir Fiche technique et Distribution.
Trois Voiles (Three Veils) est un film américain réalisé par Rolla Selbak, sorti en 2011.

## Synopsis
C'est l'histoire de trois jeunes femmes universitaires de confession musulmane, Leila, Amira et Nikki,.

## Fiche technique
- Titre original : Three Veils
- Titre français : Trois Voiles
- Réalisation : Rolla Selbak
- Scénario : Rolla Selbak
- Producteur :
- Musique :
- Pays d'origine :  États-Unis
- Genre : Drame, romance saphique
- Durée : 117 minutes (1 h 57)
- Date de sortie : 
  -  États-Unis 9 mars 2011
  -  Inde 29 mai 2011
  -  Canada 13 septembre 2011
  -  Italie 30 septembre 2011
  -  Royaume-Uni 14 octobre 2011
  -  Allemagne 22 octobre 2011
  -  France 30 octobre 2011

## Distribution
- Sheetal Sheth : Nikki
- Angela Zahra : Amira
- Mercedes Masohn : Leila
- Madline Tabar : Samira
- Erick Avari : Mr. Qasim
- Garen Boyajian (en) : Jamal
- Christopher Maleki (en) : Mehdi
- Sammy Sheik (en) : Ali
- Andrew J. Ferranti : Hafiz
- Silvi Sebastian : tante Fatima
- Desmond Faison : Wes
- Andria Carpenter : Nikki enfant
- Lexi Greene : Amira enfant
- Chelsea Gray : Shoshana
- Anne Bedian : Farridah

## Lieux de tournage
- Fullerton, Californie.